# Ідіобласти (геологія)
Ідіобласти (рос. идиобласты, англ. idioblasts, нім. Idioblaste m pl) — мінерали метаморфічних порід, які виникли внаслідок перекристалізації речовини в твердому стані й мають характерний кристалографічний обрис.